# Strandpromenaden, Varberg

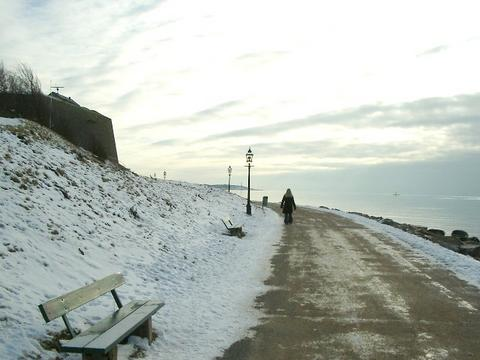
Vinterpromenad

Varbergs strandpromenad i centralorten Varberg, Varbergs kommun, Hallands län, byggdes 1912 av "Sällskapet Varbergs Strandpromenader".
Den börjar i hamnområdet vid uppfarten till Varbergs fästning, rundar densamma och passerar därvid Fästningsterrassen med sin servering. Följer sedan stranden söderut förbi Varbergs simstadion och de välkända badplatserna.
Strandpromenaden går vidare längs stranden och når efter en bergig höjdsträckning det gamla Kustsanatoriet Apelviken, anlagt 1904 vid Lilla Apelviken av doktor J S Almer, nu omvandlat till Comwell Varbergs Kurort.
Den som vill vandra vidare passerar genom kurortsområdet mot Subbe fyr och fortsätter en något "vildare" väg längs havet till Stora Apelviken. Denna nyare del kallas ömsom Subbeleden, ömsom Kurortspromenaden.
Med undantag av sträckan runt fästningen är cykelåkning tillåten längs hela Strandpromenaden, Subbeleden inräknad.
Sommartid kör strandtåget Kustpilen (ett så kallat sightseeingtåg) fram och åter mellan Hamnplan och Stora Apelviken. Färden går längs strandpromenaden med avgång varje timma under dagtid. 2012 utkom skriften "Strandpromenaden 100 år" vari skildras promenadens historia, kompletterad med hundra fakta med anknytning till promenaden. Utgivare var Varbergs Idrottshistoriska Förening, Hembygdsföreningen Gamla Varberg och Varbergs Naturskyddsförening.